# 왕해양
왕해양(중국어 정체자: 汪海洋, 병음: Wang Haiyang, 1830년 ~ 1866년)은 태평천국의 지도자 중 한 명이다.

## 생애
안휘성 전초현 출신이다. 익왕 석달개와 전경에서 떨어져 나와 독자적인 행동을 취하게 된다. 1860년, 강서성에서 팽대순 등과 함께 부하를 이끌고 이탈해 이듬해 강서성에서 충왕 이수성 군과 합류했다. 이수성을 따라 절강에 진군하고 공적을 세워 강왕에 봉해졌다.
청나라 군대가 절강의 실지를 차례로 회복하면서, 왕해양은 1864년에 강서성을 전전하며, 시왕 이세현 휘하에서 싸웠다. 천경이 함락되자 왕해양은 이세현을 따라 복건성으로 들어갔다. 1865년 5월, 이세현군이 대패하자 왕해양군은 광동성 진평으로 물러났다. 8월이되어 이세현은 왕해양에서 피해왔지만, 왕해양은 이세현에게 죄를 추궁당하는 것을 두려워하여 그를 살해했다. 이후 왕해양은 북상하여 염군과 합류하려고 했지만, 강서성의 청군에게 막혀 광동성으로 발길을 돌려야 했다. 12월, 가응주(현재의 메이저우시)를 점령했다. 그러나 좌종당이 파견한 강국기·왕덕방·유전·고연승·전복초·황소춘 등의 상군에 포위되어 이듬해에 전사했다. 남은 무리들은 담체원이 이끌고 남쪽으로 피신했다.

## 참고 자료
- 羅爾綱。《太平天國史》, 65권
- 謝國珍。《嘉應平寇紀略》